# Classement mondial de snooker 1986-1987
Classement mondial, des joueurs de snooker du top 32 (et de quelques autres) pour la saison 1986-1987. Les points sont calculés en additionnant les points accumulés lors des deux saisons précédentes (1984-1985 et 1985-1986).
| no | Nom               | Pays            |
| -- | ----------------- | --------------- |
| 1  | Steve Davis       | Angleterre      |
| 2  | Cliff Thorburn    | Canada          |
| 3  | Dennis Taylor     | Irlande du Nord |
| 4  | Tony Knowles      | Angleterre      |
| 5  | Jimmy White       | Angleterre      |
| 6  | Alex Higgins      | Irlande du Nord |
| 7  | Willie Thorne     | Angleterre      |
| 8  | Joe Johnson       | Angleterre      |
| 9  | Kirk Stevens      | Canada          |
| 10 | Terry Griffiths   | Pays de Galles  |
| 11 | Tony Meo          | Angleterre      |
| 12 | Silvino Francisco | Afrique du Sud  |
| 13 | Neal Foulds       | Angleterre      |
| 14 | Doug Mountjoy     | Pays de Galles  |
| 15 | Ray Reardon       | Pays de Galles  |
| 16 | Rex Williams      | Angleterre      |
| 17 | John Parrott      | Angleterre      |
| 18 | John Campbell     | Australie       |
| 19 | John Virgo        | Angleterre      |
| 20 | Eugene Hughes     | Irlande         |
| 21 | David Taylor      | Angleterre      |
| 22 | Murdo MacLeod     | Écosse          |
| 23 | Cliff Wilson      | Pays de Galles  |
| 24 | Bill Werbeniuk    | Canada          |
| 25 | Eddie Charlton    | Australie       |
| 26 | Peter Francisco   | Afrique du Sud  |
| 27 | Mike Hallett      | Angleterre      |
| 28 | Dave Martin       | Angleterre      |
| 29 | Dean Reynolds     | Angleterre      |
| 30 | Barry West        | Angleterre      |
| 31 | Steve Longworth   | Angleterre      |
| 32 | Jim Wych          | Canada          |
| 34 | John Spencer      | Angleterre      |
| 36 | Perrie Mans       | Afrique du Sud  |
| 42 | Patsy Fagan       | Irlande         |
| 47 | Fred Davis        | Angleterre      |
| 51 | Stephen Hendry    | Écosse          |
| 52 | Graham Miles      | Angleterre      |
| 83 | John Dunning      | Angleterre      |
| 85 | Jim Meadowcraft   | Angleterre      |